# Hatice Kübra Yangın
Hatice Kübra Yangın (* 15. August 1989 in Eskişehir) ist eine türkische Taekwondoin. Sie startet in der Gewichtsklasse bis 53 Kilogramm.
Yangın nimmt seit dem Jahr 2008 an internationalen Wettkämpfen teil; bei der Europameisterschaft in Rom stieß sie auf Anhieb in die internationale Spitze vor und wurde in der Klasse bis 55 Kilogramm überraschend Europameisterin. Weitere Erfolge errang sie in ihrer heutigen Gewichtsklasse bis 53 Kilogramm im Jahr 2010. In Vigo wurde sie Studentenweltmeisterin, in Charkiw Junioreneuropameisterin. Bei der Weltmeisterschaft 2011 in Gyeongju erreichte Yangın das Halbfinale und gewann mit Bronze auch ihre erste WM-Medaille. In Shenzhen gelang ihr zudem bei der Universiade ein weiterer internationaler Titelerfolg. Mit einem Finalsieg über Ana Zaninović konnte sie bei der Europameisterschaft 2012 in Manchester ihre zweite EM-Goldmedaille erkämpfen.
Yangın studiert an der Anadolu-Universität in ihrer Heimatstadt.